# Al Ernest Garcia
Al Ernest Garcia (11. března 1887 San Francisco – 4. září 1938 Santa Monica) byl americký filmový herec a castingový režisér. Proslavila ho zejména dlouholetá spolupráce s Charlie Chaplinem.

## Kariéra
Mezi roky 1911 až 1938 se objevil ve 120 filmech, většinou však pouze ve vedlejších rolích. Často hrál ve westernech s tehdejšími hvězdami němého filmu jako byli Leo Carrillo nebo Warner Baxter. Garcia též v roce 1917 režíroval krátkometrážní film The Purple Scar, ten však zůstal jeho jediným režisérským počinem. Protože se narodil v Kalifornii mexickým rodičům, tak hrával i v mexických filmech a též byl obsazován do rolí Mexičanů ve filmech amerických. S příchodem zvukového filmu mu byly svěřovány už jen role menšího významu, ale jako kariéra herce trvala až do jeho smrti v roce 1938.
Vrchol jeho herecké dráhy je spojován s Charlie Chaplinem. Celkem se v letech 1921 až 1936 objevil v šesti Chaplinových filmech, a to ponejvíce v záporných rolích. Ztvárnil násilnického ředitele cirkusu ve filmu Cirkus (1928), snobského milionářova komorníka ve slavném velkofilmu Světla velkoměsta (1931) nebo majitele továrny ve filmu Moderní doba (1936). V těchto třech filmech pracoval pro Chaplina též jako castingový režisér.

## Výběr z herecké filmografie
- The Trail of the Octopus (1919)
- Reputation (1921)
- Zahaleči (1921)
- Vejplata (1922)
- Zlaté opojení (1925)
- Cirkus (1928)
- Morgan’s Last Raid (1929)
- Světla velkoměsta (1931)
- Moderní doba (1936)